# Eignungstest für das Medizinstudium in Österreich
Von 2006 bis 2012 wurde der Eignungstest für das Medizinstudium  in Österreich (EMS-AT) an den Medizinischen Universitäten Innsbruck und Wien als fachspezifischer Studierfähigkeitstest für die Zulassung zum Medizinstudium eingesetzt. Es kam die jeweils gleiche Testversion wie in der Schweiz am gleichen Tag zum Einsatz, Bereitstellung und Auswertung erfolgten durch das Schweizer Zentrum für Testentwicklung und Diagnostik auf Lizenzbasis. Die Schweizer Seite hat diese Zusammenarbeit ab dem Jahr 2013 aufgekündigt.
Seit dem Jahr 2013 wird ein österreicheigenes Aufnahmeverfahren MedAT verwendet. Dieses wurde von den staatlichen Medizinuniversitäten gemeinsam entwickelt und gilt für die medizinischen Universitäten Wien, Innsbruck, Graz und Linz.

## Rechtliche Grundlage
Österreich musste nach einem Urteil des Europäischen Gerichtshofs im Juli 2005 seine Hochschulen für Bewerber aus anderen EU-Staaten öffnen. Zuvor wurde in Österreich ein Studienplatz im Herkunftsland verlangt, um einen Zugang zu österreichischen Universitäten zu erhalten (Herkunftslandprinzip). Da eine massive Überlastung der österreichischen Universitäten durch deutsche Studenten befürchtet wurde, erhielten die Universitäten daraufhin die Möglichkeit, in acht Studienfächern, darunter Medizin, ihre künftigen Studenten auszuwählen. Eine besondere Rolle spielt dabei ein Quotensystem, wonach 75 % der Studienplätze Bewerbern mit österreichischem Reifeprüfungszeugnis oder gleichgestellten Staatsangehörigen (Südtiroler, Luxemburger, Liechtensteiner) vorbehalten sind. 20 % sind für Personen reserviert, die ihr Reifezeugnis innerhalb der EU abgelegt haben, 5 % für solche, die dies außerhalb der EU taten.
In Österreich besitzen die Universitäten Autonomie in Bezug auf die Wahl der Auswahlverfahren. Im Jahr 2006 musste sehr schnell eine bewährte Lösung der Zulassungsregulierung gefunden werden, nachdem 2005 das Datum des Poststempels der Anmeldung für die Zulassung zählte, was so nicht wiederholbar war. Die Schweiz erklärte sich bereit, kurzfristig zu helfen und den EMS zeitweilig gemeinsam durchzuführen. Nationale Besonderheiten gab es auch von 2006 bis 2012: So verwendete beispielsweise die Medizinische Universität Graz einen Wissenstest als Auswahlverfahren (wo immer vergleichbare, im Jahr 2012 sogar größere Genderdifferenzen zugunsten der Männer auftreten). 2012 wurde in Innsbruck und Wien ein spezielles Zulassungsverfahren (EZS-AT) für Zahnmedizin eingesetzt. Es bestand aus einem auf 7 Untertests verkürzten EMS (EMS-Z) und einem manipulativen Geschicklichkeitstest, deren Ergebnisse mittels vorgegebener Gewichtungen (70:30) gemittelt wurden. Im September 2012 hat die Schweizer Seite die weitere Bereitstellung von EMS-Versionen für Österreich aufgekündigt.

## Genderunterschiede der Ergebnisse in Österreich
Es zeigte sich, dass weibliche Teilnehmer im Mittel in allen Jahren vor allem in Österreich beim Test schlechter abschnitten als männliche. So lag die Mittelwertsdifferenz der Geschlechter für die Schweiz immer im Bereich von etwa ein bis zwei Testwertpunkten (d. h. 0,1 bis maximal 0,2 Standardabweichungen) an der Grenze zur Signifikanz – entsprach ziemlich genau realen Unterschieden beim Prüfungserfolg, während er in Österreich in den Jahren 2006 und 2007 sowie 2009 ca. 0,4 Standardabweichungen betrug. 2008 hatte er sich allerdings verringert, was auf die Sensibilisierung und entsprechende Maßnahmen durch die Diskussion in den beiden Vorjahren zurückgeführt wird. 2009 hat er sich wieder leicht vergrößert und liegt in den Jahren 2010 und 2011 noch immer bei 4 Testwerten bzw. 0,4 Standardabweichungen. Auch vom in Deutschland eingesetzten Test für Medizinische Studiengänge werden derartige Unterschiede nicht berichtet.
Bei nahezu allen Aufgabengruppen sind die Mittelwerte entweder des einen oder anderen Geschlechts besser, wobei weibliche Teilnehmer bei den Gedächtnistests (Figuren lernen und Fakten lernen) sowie bei „Konzentriertem und Sorgfältigem Arbeiten“ in der Schweiz besser abschneiden, bei den meisten anderen Subtests aber die mittleren Leistungen von männlichen Teilnehmern besser sind. Am deutlichsten ist dieser Unterschied in Österreich v. a. bei den Subtests „Quantitative und Formale Probleme“ und „Diagramme und Tabellen“ sowie 2011 „Medizinisch naturwissenschaftliches Grundverständnis“ zu Gunsten der Männer. Unterschiede bei „Räumlichem Vorstellen“ sind weniger dominierend als behauptet: Bei „Schlauchfiguren“ ist der Unterschied nur etwa 1 Punkt, bei „Figuren lernen“ sind Frauen sogar besser als Männer.

### Mögliche Ursachen für die Genderdifferenzen in Österreich
Bezüglich dieser Unterschiede wurde die Debatte darum geführt, ob diese testbedingt sind (und ein „genderfairer“ Test, der immer noch Eignung erfasst, entwickelt werden könnte) oder ob diese Eignungsunterschiede objektiv vorhanden sind und ein Test diese sogar abbilden muss, solange hohe Studienanforderungen auch an mathematisch-naturwissenschaftliche Fähigkeiten gestellt werden.
Die Bildungspsychologin Christiane Spiel versuchte 2008 im Rahmen einer Untersuchung in Österreich diese Unterschiede zu erklären und führt in erster Linie klassische Rollenbilder als Ursache an, die sich auch im Schulunterricht auswirken. Sie schreibt in ihrer Evaluation der Eignungstests: „Die Befunde zeigen zweierlei.
- Erstens besteht ein linearer Zusammenhang zwischen den Noten in den naturwissenschaftlichen Fächern und der Leistung im Eignungstest. Je besser die mittleren Schulnoten sind, desto besser ist die Testleistung.
- Zweitens zeigen die Befunde einen deutlichen Geschlechtsunterschied. Frauen haben bei gleichen Schulnoten deutlich schlechtere Testleistungen und zwar durchgängig für alle Schulnoten. Die Unterschiede sind substanziell. […] Der Unterschied in der Testleistung beträgt somit 5,39 Punkte bei gleichen Schulnoten.“[7]

Klassische Rollenbilder sollen das Erziehungsverhalten vieler Bezugs- und Lehrpersonen noch immer prägen. Mädchen werden mehr für Fleiß und Anpassung gelobt – an Knaben werden höhere Leistungsanforderungen gestellt, speziell in Mathematik und Naturwissenschaften. Mädchen bekämen zudem oft vermittelt, dass Mathematik für sie nicht sehr berufsrelevant wäre. Daraufhin komme ein Kreisprozess in Gang, dass Mädchen weniger Vertrauen in ihre mathematisch-naturwissenschaftlichen Fähigkeiten entwickeln, was sich auf die Motivation und das Investment für die Fächer auswirke und sich dann in geringerem Können (Leistungen) niederschlage. Dies bedeutet, dass alle an der Sozialisation Beteiligten schon sehr früh an der Veränderung der Rahmenbedingungen mitwirken müssen. Dies bedeutet aber auch, dass die festgestellten Unterschiede im Test selbst nicht überraschend sein sollten.
Der Salzburger Erziehungswissenschaftler Ferdinand Eder konnte Benotungsunterschiede zwischen Jungen und Mädchen in Österreich identifizieren: Jungen bekommen bei vergleichbaren Leistungen oft schlechtere Noten als Mädchen, bei Mädchen fließt ein „Betragensbonus“ in die fachliche Benotung mit ein. Die bessere Beurteilung kann sich auf die Selbsteinschätzung der eigenen Leistungsfähigkeit verzerrend auswirken und auch das Studienwahl-Verhalten derart beeinflussen, dass die höheren mathematisch-naturwissenschaftlichen Anforderungen eines Medizinstudiums unterschätzt werden. Auch das Interesse für mathematisch-naturwissenschaftliche Sachverhalte scheint sich zu unterscheiden und dieses müsste besonders bei Frauen stärker gefördert werden, weil das Medizinstudium dies zwingend voraussetzt.
Auch bei den Ergebnissen der letzten PISA-Studie 2009 wurde für Naturwissenschaften (science) eine Differenz von −6 (das Mittel für alle Länder ist 0), für Mathematik von −19 (hier das Mittel sogar +14) zugunsten der Jungen in Österreich festgestellt (negative Vorzeichen sprechen für bessere Werte der Jungen). In der Lesekompetenz sind Frauen mit +41 besser, hier liegt das Mittel für alle Länder bei +39. Besonders die Schlussfolgerungen von Spiel hinsichtlich der Mathematik werden bestätigt – hier sogar in repräsentativeren Stichproben für die Altersgruppe als es die Medizinbewerbungen sind.
Die Notenmittelwerte bei der ersten Prüfung im Studium (SIP-1) für Männer und Frauen sind gleich. Die zugelassenen Gruppen unterscheiden sich nicht hinsichtlich des Studienerfolges (um den Preis der geringeren Zulassungsquote für Frauen). Schon in der ersten Evaluation 2007 zeigte sich, dass der SIP-1-Punktwert mit dem EMS-Wert für Frauen mit 0,53 – für Männer mit 0,50 korrelierte, es die gleiche Vorhersagebeziehung für beide Geschlechter gibt. Der Test sagt daher nach den Auswertungen des ZTD die Studieneignung unverzerrt und gleich gut für beide Geschlechter vorher. Siehe dazu auch die Stellungnahme des ZTD zur Studie von Spiel.
Ob einzelne Fragen für Männer und Frauen unterschiedlich funktionieren, wurde mit dem für diese Fragestellung international üblichen DIF-Verfahren überprüft. In der Schweiz werden damit in unterschiedlichen Sprachgruppen anders funktionierende Items identifiziert und ggf. korrigiert. Es konnten allerdings auch hier keine systematischen Unterschiede identifiziert werden, 2007 wiesen nur 2, 2008 nur 3 der 178 Items DIF auf.
Auch die Ergebnisse des zur gleichen Zeit in Graz eingesetzten Zulassungstests zeigen, dass die Unterschiede vor allem im naturwissenschaftlichen Bereich liegen. Im Jahr 2012 bewarben sich dort 57 % Frauen, zugelassen wurden nur 42 %. Diese Differenz von 15 Prozentpunkten stellt für alle Jahre und Orte sogar ein Maximum dar. Dort resultieren die Unterschiede vor allem aus dem Wissensteil, insbesondere dem Bereich der Physik. Dieser Testteil ähnelt am ehesten einer standardisierten Maturitätsprüfung – die Ergebnisse bestätigen ebenfalls die Ergebnisse der Studie von Spiel. Vergleichbare Genderdifferenzen in zwei ganz unterschiedlichen Tests (einmal Wissenstest, einmal Eignungstest) weisen darauf hin, dass diese nicht testbedingt sind, sondern es sich um objektive Unterschiede handelt.

### Genderspezifische Auswertung an der Medizinischen Universität Wien 2012
Aufgrund der bisher unterschiedlichen Zulassungswahrscheinlichkeiten für Männer und Frauen traf die Medizinische Universität Wien für 2012 die Entscheidung, dass die Ermittlung des Testwertes geschlechtsspezifisch zu erfolgen hat. Die dort beschlossene geschlechtsspezifische Auswertung bedeutet, dass für Frauen und Männer bei der Bildung der Testwerte gruppenspezifische Mittelwerte und Standardabweichungen verwendet werden. Da Frauen im Mittel schlechter abschneiden, bedeutet dies faktisch eine Anhebung der Testwerte für Frauen und Absenkung der Testwerte für Männer. Der „durchschnittliche Mann“ und die „durchschnittliche Frau“ haben jeweils einen Testwert von 100
Die HochschülerInnenschaft an der Medizinischen Universität Wien hatte im Vorfeld angekündigt, klagewillige Studenten finanziell und rechtlich zu unterstützen, zog dieses Angebot allerdings dann wieder zurück. Um einer Klage der betroffenen Burschen zu entgehen, stellte die medizinische Universität in diesem Jahr 60 weitere Studienplätze zur Verfügung, welche allerdings nicht an die Betroffenen vergeben wurden, sondern erneut nach der genderspezifischen Rangliste verteilt wurden. Damit erhielt ein Großteil der im regulären Verfahren benachteiligten Studienanwärter einen Studienplatz, wobei allerdings wiederum weiter unten in der Rangliste liegende Männer benachteiligt wurden.
Die Wahl eines Nachteilsausgleichs wurde gegenüber dem Gleichbehandlungsgebot (gleiche Eignung = gleiche Zulassungschance) als vorrangig abgewogen. Wegen des sogenannten „Paternostereffektes“ (bevorzuge ich die einen, benachteilige ich in gleicher Weise andere) gab es individuelle Benachteiligungen. Der für diesen Ausgleich gegebenen Begründung „Wenn eine Gruppe signifikant weniger gut abschneidet, dann ist offenkundig, dass etwas mit dem Verfahren nicht stimmt“ widerspricht der Schweizer Testanbieter unter Bezugnahme auf die Befunde, dass es sich um tatsächliche Eignungsunterschiede handle, die ein Test zunächst auch abbilden müsse. Die Entscheidung für eine genderspezifische Auswertung sei politisch begründet, aus psychodiagnostischen Gründen wäre sie nur dann geboten, wenn der Test die Eignung von Frauen systematisch unterschätzen würde. Dafür gebe es aufgrund der empirischen Befundlage aber keine Anhaltspunkte.
Die Entscheidung für die genderspezifische Auswertung wurde in österreichischen und deutschen Medien kritisch kommentiert. Ein Beitrag im Standard trug Stimmen zusammen und fand sehr viele Leserkommentare. Unter anderem wurde dort die Autorin der Evaluationsstudie, Christiane Spiel, zitiert: „Ich habe schon vor Jahren gesagt, dass eine genderspezifische Auswertung keine Lösung ist, denn sie ändert nichts an den eigentlichen Problemen.“ Der EMS zeige die Benachteiligungen auf, die Mädchen in Bezug auf schulische Sozialisation nach wie vor zu schaffen machten.
Der Verfassungsgerichtshof entschied nach der Beschwerde eines abgewiesenen Studenten in einem Verordnungsprüfungsverfahren, dass die Maßnahme nicht als verfassungswidrig einzustufen sei, da sie nur als Übergangskonstellation eingesetzt wurde und andere Maßnahmen die Geschlechterunterschiede nicht beseitigen konnten.
2012 war das einzige Jahr, in dem die Medizinische Universität Wien die Auswertung des Tests genderspezifisch ausführen ließ. Nach Umstrukturierungen im Aufnahmeverfahren, bei dem seit 2013 nicht nur kognitive Fähigkeiten, sondern auch Maturawissen in naturwissenschaftlichen Fächern abgefragt wird, konnte wieder ein deutlicher Unterschied in den Leistungen zwischen den Geschlechtern festgestellt werden.

### Keine genderspezifische Auswertung in Innsbruck
An der Medizinischen Universität Innsbruck wurde keine Veränderung vorgenommen, der Test wurde wie bisher für Männer und Frauen gleich ausgewertet.